# Wario Land 3
Wario Land 3 (jap. ワリオランド3 不思議なオルゴール, Wario Rando 3: Fushigi na Orugōru, deutsch etwa „Wario Land 3: Die geheimnisvolle Spieldose“) ist ein Videospiel der Firma Nintendo. Es ist vom Genre der Action-Adventure, beinhaltet aber auch Elemente eines Jump ’n’ Run und wurde am 21. März 2000 für den Game Boy Color veröffentlicht.

## Handlung
Wario stürzt mit seinem Flugzeug über einem Wald ab. Er bleibt unverletzt und entdeckt im Wald eine Höhle, in der sich eine Spieldose befindet. Von dieser wird er urplötzlich hineingezogen. In der Truhe trifft er auf ein seltsames großes Gesicht; dieses erzählt ihm, er habe bis vor kurzem die Welt in dieser Spieldose beschützt, bis eines Tages eine böse Gestalt ihm die Kräfte nahm und sie daraufhin in fünf Spieldosen versteckte. Das Gesicht bittet Wario, die fünf Spieldosen, die auf verschiedenen Orten dieser Welt verstreut sind, einzusammeln. Dafür dürfe Wario auch in seine Welt zurück und er dürfe alle Schätze, die er bis dahin gefunden habe, behalten. Wario, der alles tut, wenn er dafür fürstlich mit Schätzen belohnt wird, willigt ein, und macht sich sofort auf die Suche.
Nach dem Wario die fünf Spieldosen gefunden hat, kehrt er zum Tempel, in dem sich die Figur befindet, zurück. Dort spielen die fünf Spieldosen eine Melodie, worauf die versteckte Gestalt befreit wird. Dabei handelt es sich allerdings um Rudy the Clown, der selbst der Bösewicht ist. Er selbst wurde von den Bewohnern der Welt gefangen; davor allerdings gelang es ihm noch, diese in Monster zu verwandeln (die die Gegner in diesem Spiel darstellen). Nachdem Wario Rudy besiegt hat, werden auch die Bewohner zurückverwandelt. Diese danken Wario und senden ihn anschließend mit all den Schätzen, die er gesammelt hat, zurück.

## Spielprinzip
Der Spieler steuert Wario durch 25 verschiedene Level und sammelt dabei Schlüssel und Schatztruhen (vier pro Welt) ein. Das Spielprinzip ist vergleichbar mit dem von Wario Land II. Auch das Aussehen von Wario ist nahezu identisch, auch die Soundeffekte und die Musikstücke während der Verwandlungen sind gleich geblieben.
Das Ziel ist jedoch ein anderes. Musste Wario in Wario Land II einfach bestimmte Missionen in aufeinander folgenden Leveln erledigen, so lautet das Ziel nun, einen bestimmten Schlüssel zu finden und damit die gleichfarbige Truhe zu öffnen. Somit hat jede Aufgabe gleich zwei Ziele: Schlüssel und Truhe. Die Level sind in diesem Spiel auch nicht mehr linear, sondern alle von Anfang an auf einer großen Karte, allerdings muss erst ein Level nach dem anderen freigeschaltet werden. Viele Schätze lösen in anderen Welten etwas aus oder öffnen neue Welten. In manchen Leveln wird der Weg zum Schlüssel oder zur Truhe auch erst durch einen Block versperrt, der erst hochgeht, wenn man ein Minispiel erledigt, das sich in einer bestimmten Tür befindet. Dabei handelt es sich immer um ein Golfspiel, in dem Wario einen Gegner in einer bestimmten Anzahl von Schlägen ins Loch schlagen muss. Jede Runde kostet anfangs 10, mit steigendem Fortschritt im Spiel später 50 Münzen.
Nach jedem Level wird es abwechselnd Tag oder Nacht. Das ist oft entscheidend, denn nicht alle Schätze lassen sich zu jeder Tageszeit holen.
Wario selbst ist weiterhin unverwundbar. Im Gegensatz zum Vorgänger verliert er bei der Berührung eines Gegners nicht einmal Geld.
Da Wario beim Absturz sein Gedächtnis verloren hat, ist er am Anfang stark eingeschränkt und beherrscht nur wenige Aktionen wie springen und rammen. Sachen wie die Stampfattacke, Schwimmen und Gegner und Gegenstände werfen muss er erst wieder neu erlernen.
Zusätzlich sind in jedem Level acht sogenannte „Music Coins“ versteckt, die bei Sammlung in einem Zug eines von 25 kleinen Golfparcoursfeldern einfärben. Wenn in allen Welten alle Coins gesammelt wurden, wird ein weiterer Parcours in einem Bonusspiel freigeschaltet. Dieses Bonusspiel ist allerdings erst verfügbar, wenn man acht Wachsmalstifte in Form von Schätzen gefunden hat.

## Level

### Nord
- The Temple
- N1 Out of the Woods
- N2 The Peaceful Village
- N3 The Vast Plain
- N4 Bank of the Wild River
- N5 The Tidal Coast
- N6 Sea Turtle Rocks

### West
- W1 Desert Ruins
- W2 The Volcano’s Base
- W3 The Pool of Rain
- W4 A Town in Chaos
- W5 Beneath the Waves
- W6 The West Crater

### Süd
- S1 The Grasslands
- S2 The Big Bridge
- S3 Tower of Revival
- S4 The Steep Canyon
- S5 Cave of Flames
- S6 Above the Clouds

### Ost
- E1 The Stagnant Swamp
- E2 The Frigid Sea
- E3 Castle of Illusions
- E4 The Colossal Hole
- E5 The Warped Void
- E6 The East Crater
- E7 Forest of Fear